# Arroyo Tunas (Misiones)
El arroyo Tunas es un curso de agua ubicado en la provincia de Misiones, Argentina que desagua en el río Uruguay.
Su cuenca se encuentra íntegramente en el departamento de Apóstoles. El mismo nace en la Sierra de San José y se dirige con rumbo sur hasta desaguar en el río Uruguay cerca de la localidad de Puerto Azara. Sus principales afluentes son los arroyos Pedregoso y León.
- Datos: Q5705986